# Apogon photogaster
Apogon photogaster är en fiskart som beskrevs av Gon och Allen, 1998. Apogon photogaster ingår i släktet Apogon och familjen Apogonidae. Inga underarter finns listade i Catalogue of Life.